# جان برندرد
جان برندرد (انگلیسی: John Burndred؛ زادهٔ ۲۳ مارس ۱۹۶۸) بازیکن فوتبال اهل بریتانیا است.
از باشگاه‌هایی که در آن بازی کرده‌است می‌توان به باشگاه فوتبال استافورد رانجرز، باشگاه فوتبال پورت ویل، باشگاه فوتبال والسال، و باشگاه فوتبال نیوکاسل تاون اشاره کرد.